# Rollback (quản lý dữ liệu)
Trong các công nghệ cơ sở dữ liệu, rollback là thao tác lùi cơ sở dữ liệu về một trạng thái cũ. Các thao tác rollback có tầm quan trọng đối với tính toàn vẹn dữ liệu của cơ sở dữ liệu. Chúng giúp khôi phục cơ sở dữ liệu về một bản sạch sẽ sau một số thao tác bị lỗi; phục hồi các sự cố sập server cơ sở dữ liệu trong việc hủy bất cứ giao tác nào đang chạy tại thời điểm xã ra sự cố.
Trong ngôn ngữ SQL, ROLLBACK là lệnh cho hệ quản trị cơ sở dữ liệu quan hệ hủy tất cả các thay đổi dữ liệu kể từ lệnh BEGIN WORK, hoặc START TRANSACTION cuối cùng, nhờ đó trạng thái dữ liệu được lùi về như thời điểm trước khi các thay đổi trên được thực hiện.